# Bukówka (Basse-Silésie)
Pour les articles homonymes, voir Bukówka.
Bukówka est une localité polonaise de la gmina de Lubawka, située dans le powiat de Kamienna Góra en voïvodie de Basse-Silésie.